# Bruna Dradi

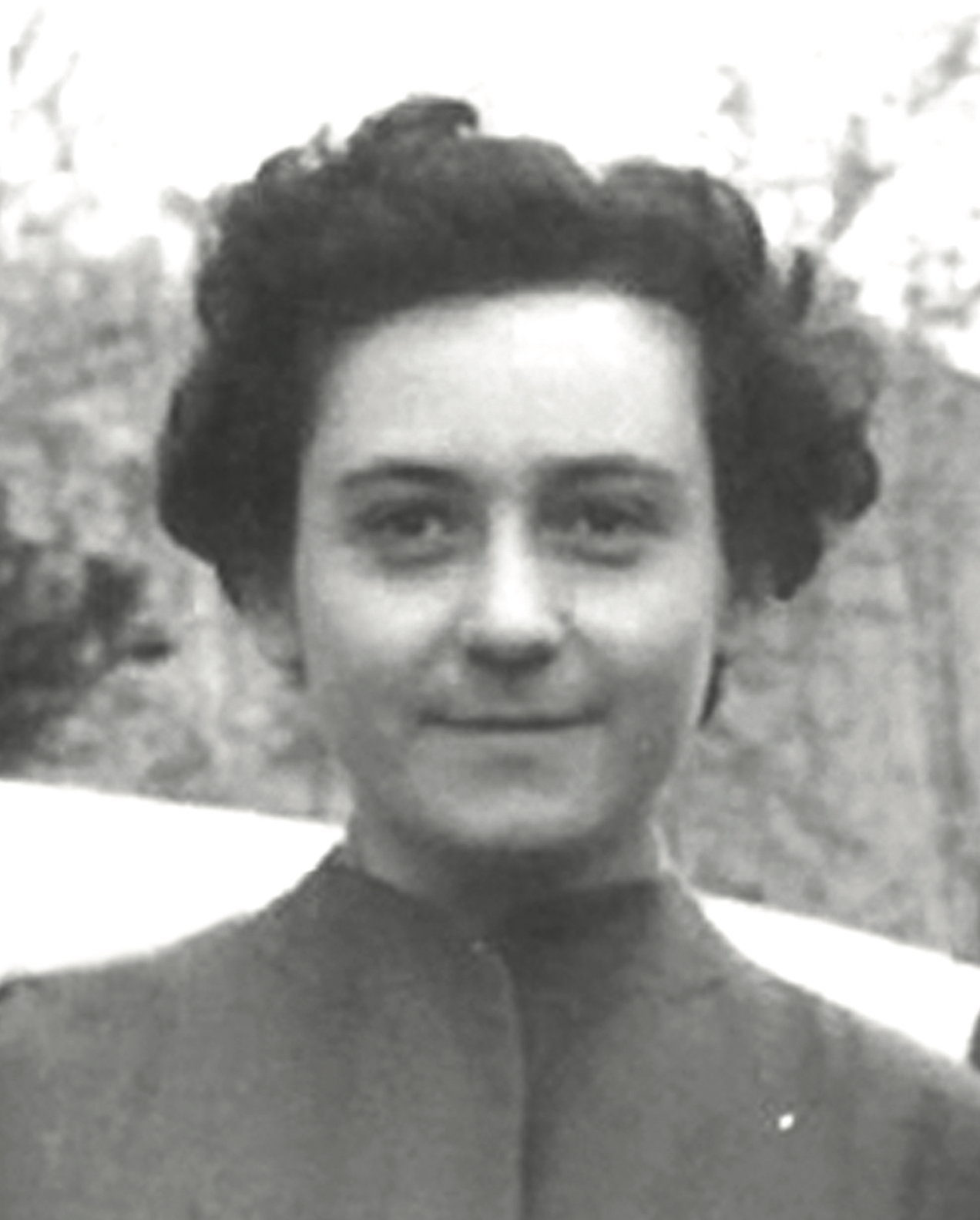
Bruna Dradi

Presidenza del Consiglio dei Ministri riconoscimento gerarchia partigiana di Bruna Dradi

Bruna Dradi (Alfonsine, 13 luglio 1927 – Pignola, 9 dicembre 2010) è stata una partigiana italiana, la prima donna a ricevere il grado di sergente.

## Biografia
Partigiana combattente, capo nucleo di 9 uomini, venne riconosciuta come patriota dalla Presidenza del Consiglio dei ministri. Fu la prima donna, partigiana, nella storia della Repubblica Italiana a ricevere il grado di sergente.
Crebbe ad Alfonsine, in una famiglia di antifascisti, dove le viene insegnato ad amare la pace ed aborrire la guerra per gli orrori che inevitabilmente comporta; suo padre fu mandato davanti al plotone d'esecuzione per essersi rifiutato di sparare al nemico. Dinnanzi agli orrori perpetrati dai nazisti e dai fascisti nei confronti di uomini, donne e bambini, nel 1944 all'età di soli 17 anni, aderì al movimento partigiano, militando nella Brigata " A. Tarroni".
Le sue attività partigiane la portarono spesso a rischiare la vita, ottenendo riconoscimenti da parte delle istituzioni per il coraggio e per il valore come giovane partigiana.
Nei primi anni '50, Bruna Dradi, per incarico del Partito Comunista, fu inviata in Basilicata, con lo scopo di organizzare il movimento delle donne, allora inesistente in quella regione dove le condizioni di vita erano quelle descritte da Carlo Levi in Cristo si è fermato a Eboli. Affrontando i pregiudizi, ed la società povera legata ad una cultura arcaica contadina, riuscì ad organizzare le donne incitandole a lottare per i loro diritti e a dare un importantissimo contributo per l'emancipazione femminile in Basilicata. Qui sposò il Senatore del P.C.I. Donato Scutari, con cui ebbe due figli, Sergio e Piero.